# Monade (Philosophie)
Der Terminus Monas (von altgriechisch μονάς monás „Einheit, Einfachheit“) oder Monade bezieht sich naturphilosophisch auf eine gedachte Einheit von zugleich physischer und psychischer Bedeutung. Die Monadenlehre unterscheidet sich von der Urstofflehre der Vorsokratiker durch die Anwendung mathematischer Methoden auf die sich ergebenden Fragen, insbesondere hinsichtlich der seit René Descartes vollzogenen begrifflichen Trennung von Res extensa und Res cogitans und erscheint damit als holistischer Aspekt des Leib-Seele-Problems. In der Geschichte der Philosophie wurden unterschiedliche Bedeutungen des Begriffs Monade entwickelt, deren Grundaspekte aber erstaunlich konstant blieben. 
Sie beginnen bei den Pythagoreern und entfalten sich insbesondere im Neuplatonismus, in der christlichen Mystik, der jüdischen Kabbala sowie in der hermetischen Tradition.
Später bündeln sich dann fast alle in der Monadenlehre von Gottfried Wilhelm Leibniz, der Leibnizschen Monadologie, bevor sie im 19. Jahrhundert in Spezialbedeutungen auseinanderfallen.

## Die Monas bis zu Leibniz
Schon in der antiken griechischen Mathematik erscheint ein monas bezeichneter Begriff.
Euklids Definition einer Zahl ist eine aus Monaden zusammengesetzte Mannigfaltigkeit.
Der pythagoreische Gedanke, dass die Monas der metaphysische Ursprung (griechisch ἀρχή arché) der Zahlen sei, wird im Neuplatonismus von Plotin (205–270) dahingehend erläutert, dass die Monas das Minimum der arithmetischen Größe bildet, so wie der Punkt das Minimum der geometrischen Größe darstellt; und er wird von Proklos (410–485) durch Metaphern versinnbildlicht, nach denen die Monas Quelle, Wurzel oder Herd der Zahl sei.
Diese Grundbedeutung der Monas als Erzeugungsprinzip, das den Übergang vom Unsagbaren und Unteilbaren zum Zählbaren und Messbaren bewirkt, wird bei Pseudo-Dionysius Areopagita (5. Jahrhundert n. Chr.) explizit mit der Rede vom dreieinigen Gott verbunden. Die Monas liegt den drei göttlichen Personen zugrunde und durchdringt alle himmlischen und irdischen Dinge, so dass es das Ziel des Menschen ist, sich mit dieser „heiligen Einheit“ zu vereinigen. Dieser trinitarische Prozess wird dann im pseudo-hermetischen Buch der 24 Philosophen (um 1200) mit der Brechung oder Reflexion von Licht verglichen: „Gott ist die Einheit (Monas), die eine (zweite) Einheit erzeugt bzw. erzeugt hat und (drittens) in sich selbst ihre Liebe oder Glut reflektiert hat.“
In der frühen Neuzeit gewinnt die Monas eine überwiegend naturphilosophische Bedeutung. So definiert der späte Giordano Bruno die erste Monade (Amphitrite) als die „Substanz jeder Zahl“ und charakterisiert sie als substantielles Minimum im dreifachen Sinne, nämlich als Rationalprinzip in den Zahlen, als Essentialprinzip in den Wesen und als Unzerteilbarkeitsprinzip der Atome in den Körpern. Die zweite Monade (Diana) ist die dem Menschen begreifliche Lichtspur der ersten in der universalen Allnatur.
Auch bei von Paracelsus geprägten Naturphilosophen wie Franciscus Mercurius van Helmont (1614–1699) werden „physische Monaden“ als vitale Kräfte angenommen und sowohl von den Atomen als auch von den mathematischen Minima abgegrenzt. Der Cambridger Platoniker Henry More (1614–1687) versteht dagegen Gott als die unbewegte Monade, die ihr Sein in die geschaffenen Monaden ausstrahlt wie der allgegenwärtige Mittelpunkt seine Radien gegen die Peripherie.

## Die Monade bei Leibniz
Leibniz (1646–1716), der den Terminus Monade erstmals 1696 verwendet, verwebt die genannten historischen Bedeutungsfäden zu seiner metaphysischen Hypothese der unendlich vielen einheitlichen Substanzen (Monaden).
Sie befinden sich überall in der Materie und sind entweder merklich aktiv (erwacht), wenn sie die zentrale oder herrschende Monade bilden, die das Zentrum der Aktivität und des Erlebens in einem Organismus ist, oder nur schwach aktiv (schlafend), wenn sie zu den zahllosen untergeordneten Monaden innerhalb oder außerhalb organischer Körper gehören.
Monaden sind die Quellen von spontanem, d. h. mechanisch nicht erklärbarem Wirken in der Natur, und sie konstituieren die Einheit eines jeden Einzeldings oder Individuums.
Zwar sind alle Monaden lebendige Spiegel des Universums, denn alle besitzen Perzeption, d. h. eine – wenn auch noch so dunkle – Erfassung der Außenwelt, und „Appetition“, d. h. das Streben, von einer Perzeption zur nächsten zu gelangen.
Doch unterscheiden sie sich nach dem Niveau der Klarheit und Deutlichkeit, mit dem sie die umgebende Welt perzipieren, d. h. gemäß der Struktur des zu ihnen gehörigen Körpers wahrnehmen, vorstellen oder gar denkend erfassen.
Die unterste Stufe in der Hierarchie der Monaden bilden die Entelechien, d. h. ursprüngliche, nicht auf physikalische Kräfte zurückführbare Zentren spontaner Aktivität in anorganischen Körpern oder Pflanzen.
Sind diese Kraftzentren der Empfindung und des Gedächtnisses fähig, wie in Tieren und Menschen, heißen sie Seelen.
Die höchste Stufe der Monaden bilden die vernunftbegabten Seelen oder Geister, die, wie beim Menschen, der gedanklichen Selbstreflexion und des Ich-Bewusstseins fähig sind.
Leibniz charakterisiert die Monaden als metaphysische, beseelte Punkte oder metaphysische Atome, die im Unterschied zu den von der Atomistik postulierten physischen Atomen keine Ausdehnung besitzen und somit keine Körper sind. Daraus folgt aber nicht, wie Leibniz insbesondere im Briefwechsel mit Burchard de Volder und Bartholomäus des Bosses erläutert, dass die Monaden immateriell wären.
Vielmehr bestehen sie aus zwei Prinzipien, die für sich genommen unselbständig sind und erst in ihrer Verbindung eine vollständige Substanz oder Monade bilden:
Das innerste Zentrum einer Monade, d. h. der mathematische Punkt, in dem die Entelechie, die Seele oder der Geist lokalisiert ist, bildet die interne Form der Monade.
Diese Form kann jedoch nicht als solche existieren, sondern ist einem physischen Punkt, d. h. einer gegen unendlich kleinen Sphäre eingepflanzt oder inkarniert, die gleichsam die äußere Hülle der Monade bildet.
Sie besteht aus einer besonderen Materie, die Leibniz Erstmaterie (materia prima, matière primitive) nennt.
Die Schwierigkeit, dass Monaden einerseits Materie haben, andererseits aber keine Teile und keine Ausdehnung besitzen sollen, erklärt sich durch die besondere Natur der Erstmaterie.
Im Unterschied zur Zweitmaterie (materia secunda), d. h. den ausgedehnten Körpern, die stets nur Phänomene sind, versteht Leibniz unter der Erstmaterie eine sehr feine, flüssige und elastische Materie, die er schon 1671 in seiner „Hypothesis physica nova“ mit dem Äther oder der dynamischen Lichtmaterie identifiziert, die überall die Körper durchströmt.
Strenggenommen besteht diese Licht- oder Erstmaterie „nicht in der Ausdehnung, sondern im Verlangen nach Ausdehnung“, denn „die Natur des Lichtes strebt danach, sich auszubreiten“.
Der seelische Mittelpunkt einer Monade kann auch deshalb niemals ohne jenes umhüllende Lichtfluidum existieren, weil Monaden ohne Materie nicht leiden und somit keine Eindrücke der Außenwelt perzipieren könnten. „Folglich kann auch Gott eine geschaffene Substanz nicht ihrer Erstmaterie berauben, obwohl er ihr durch seine absolute Macht ihre Zweitmaterie nehmen kann; denn andernfalls machte er sie zur Reinen Tätigkeit, dergleichen nur er selbst ist.“ Von aller Materie losgelöst ist nur Gott, die schöpferische Urmonade, aus der alle geschaffenen Monaden durch ständige „Effulgurationen“ erzeugt werden.
Das Geheimnis der Monade oder des metaphysischen Punktes, d. h. der dynamischen Einheit von mathematischem Mittelpunkt und umhüllendem physischem Punkt, besteht demnach darin, dass zwar die flüssige ätherische Hülle der Monade Ausdehnung besitzt und Teile hat, nicht aber die Monade selbst. Für sie ist allein die Verbindung von seelischer Spontaneität und materieller Rezeptivität wesentlich, nicht aber die Größe oder Figur ihrer umhüllenden Materie. Denn auch wenn ihre ätherische Hülle zersprengt und zerstört werden kann, bleibt doch die Seele als mathematischer Mittelpunkt stets in dem kleinsten entstandenen Fluidum erhalten. Deshalb ist die Monade, und so auch die in ihr inkarnierte Seele, unzerstörbar oder unsterblich.
Leibniz hat die Monade als intellektuelle Antwort auf das von Descartes (1596–1650) radikalisierte Leib-Seele-Problem konzipiert. Weil auch Leibniz die Seele als immaterielles Zentrum versteht, lehnt er eine direkte Interaktion oder physische Beeinflussung (influxus physicus) zwischen Körper und Seele ab. Stattdessen weist er der Monade die kausale Vermittlung zwischen beiden zu, da deren flüssige Äther- oder Lichtmaterie das substantielle Band (vinculum substantiale) zwischen Leib und Seele bildet. Die Zirkulation des Äthers durch die sichtbaren Körper der Welt ist somit jenes von Gott vorab eingerichtete „Kunstwerk“, das die exakte Korrespondenz und Harmonie zwischen den Perzeptionen der Seele und den Bewegungen der Körper bewirkt. Diese prästabilierte Harmonie herrscht deshalb nicht nur zwischen Leib und Seele, sondern auch zwischen den Monaden selbst.
Nach Leibniz’ berühmter Formel haben die Monaden zwar „keine Fenster“ oder Türen, „durch die irgendetwas in sie hinein- oder heraustreten könnte“, da ihr seelischer Mittelpunkt ja immer nur von der eigenen Erstmaterie umhüllt wird, jedoch erbringt die Monade aufgrund ihrer punktuellen Struktur von Mittelpunkt, Winkelradien und Peripherie die spontane Leistung, die Bewegungen der sie umgebenden Welt individualperspektivisch zu repräsentieren.
Für Leibniz endet die Welt nicht in der wissenschaftlichen Welt, vielmehr entspricht der wissenschaftlichen Welt und deren Sprache eine philosophische Welt, gebildet aus Monaden (einfachen Substanzen), deren symbolische Repräsentation die Dinge sind. Die Frage nach der Existenz elementarer Einheiten soll über eine Bestimmung begrifflicher Einheiten, bezeichnet als (individuelle Substanzen, substantielle Formen oder) Monaden beantwortet werden. Die Kennzeichnung der Monaden erfolgt über sogenannte individuelle Begriffe, die ihrerseits als vollständige Begriffe konstruiert sind, d. h. als (unendliche) Konjunktion aller einem Individuum zukommenden Prädikate. Hinter der Welt der Begriffe (und damit auch wieder der Sprache und der Wissenschaft) steht (selbst begrifflich konstruiert) die Welt der Monaden.
Leibniz führt drei Thesen an:
- die These einer Repräsentanz des Universums in jeder Monade (beruht auf der mit der Konstruktion vollständiger Begriffe gegebenen Möglichkeit, Aussagen über beliebige Gegenstände als Aussagen über ein und denselben Gegenstand darzustellen),
- die These einer prästabilisierten Harmonie (lässt sich als die Anwendung einer derart begrifflichen Möglichkeit auf die (problematische) Annahme eines durch einen vollständigen Begriff darstellbaren unendlichen Gesamtsystems begreifen), und
- die These, dass Monaden durch Perzeptionen (definiert als innere Eigenschaft und Tätigkeit einer Substanz) konstituiert werden (führt auf eine Theorie vollständiger Begriffe oder auf begriffliche Bestimmungen im Sinne der ersten beiden Thesen zurück).

Alles, was einer Monade widerfährt, ist bloß die Folge ihrer Idee oder ihres vollständigen Begriffs, da diese Idee bereits sämtliche Prädikate oder Ereignisse enthält und das Universum insgesamt ausdrückt. Dieser inneren Bestimmung ist zwar eine äußere Bestimmung zugeordnet, aber logisch gesehen gehören äußere Bestimmungen zum vollständigen Begriff des prädizierten Gegenstandes, somit tritt an die Stelle des empirischen Subjekts ein logisches Subjekt.
Durch die Ersetzung des Empirischen durch das Logische gibt sich das Projekt einer logischen Hermeneutik zu erkennen. Leibniz sucht Tatsachenwahrheiten auf Vernunftwahrheiten zurückzuführen (These des zureichenden Grundes: es gibt immer einen zureichenden Grund, warum etwas so ist, wie es ist). Der Zusammenhang (einfacher) Monaden und zusammengesetzter Substanzen (Körper) betrifft den Zusammenhang eines Gegenstandes mit seiner sprachlichen, genauer: begrifflichen Repräsentation. Die Welt sagt nicht von sich aus, wie sie ist, sondern man wechselt auf eine sprachliche/begriffliche Ebene; alles lässt sich auf begriffliche Einheiten zurückführen. Die Welt ist nur sichtbar anhand unserer Konstruktionen, sie ist jedoch nicht abzubilden. Ein direkter Blick (an unseren Unterscheidungen vorbei) ist nicht möglich (neuzeitlicher Skeptizismus – handelt von der These der Perspektive der Welt, was eine Subjektivität meint, die nicht auf das Subjekt reduziert ist).

## Monade in der Zeit nach Leibniz
In der von Christian Wolff (1679–1754) geprägten deutschen Schulmetaphysik wurde die Leibniz’sche Monadenlehre meist nur modifiziert übernommen. Wolff selbst spricht von „ersten Elementen“, denen jedoch die metaphysische Qualität fehlt. Im berühmten „Monadenstreit“ der Berliner Akademie der Wissenschaften 1747 wurde ein Beitrag prämiert, der, auf geometrischen Überlegungen fußend, die Monadenlehre ablehnte. Die ausgedehnte publizistische Debatte über dieses Urteil in den zeitgenössischen gelehrten Journalen verweist auf eine Spaltung zwischen leibnizianisch-wolffianisch geprägter universitärer Aufklärung in Deutschland und der französisch und englisch geprägten friderizianischen (nach Friedrich dem Großen benannten) Akademie in Berlin.
Auch die Kritik, die Immanuel Kant (1724–1804) im Amphibolie-Kapitel der „Kritik der reinen Vernunft“ an der Monadenlehre übt, gilt eigentlich ihrer verwässerten nach-leibnizschen Gestalt. Der frühe Kant konzipiert die Monaden nicht mehr als metaphysische, sondern nur noch als physische und somit seelenlose Punkte, nämlich als raumerfüllende Sphären mit anziehender und abstoßender Kraft. In der „Kritik der reinen Vernunft“ sagt Kant, dass sich Leibniz die Monaden als Noumena [griech. νοούμενον noúmenon bzw. Plural νοούμενα noúmena = das Gedachte] vorgestellt habe (KrV B 321 f. – Amphibolie der Reflexionsbegriffe).
Die wenigen Theorien des 19. und 20. Jahrhunderts, die den Begriff der Monade noch reklamieren, sind durch sehr unterschiedliche Kontexte gekennzeichnet. Bei Johann Friedrich Herbart (1776–1841) bezeichnet „Monade“ etwa ein „einfaches reales Wesen“, von welcher Art auch die Seele sei. Karl Marx bezeichnet in seiner Arbeit Zur Judenfrage 1844 die Freiheit in der bürgerlichen Gesellschaft als Freiheit des Menschen als isolierte, auf sich zurückgezogene Monade. Der Mediziner Rudolf Virchow (1821–1902) nennt sogar die Zellen des Körpers Monaden, da jede ein Individuum sei. Insbesondere für die Bezeichnung von einzelligen Organismen hat sich der Ausdruck "Monade" als Endsilbe -monas gehalten. Dagegen verwenden einige Philosophen des 20. Jahrhunderts den Leibnizschen Zentralbegriff in einem eher von Kant oder Descartes inspirierten Sinne; so Richard Hönigswald (1875–1947) und Wolfgang Cramer (1901–1974) für das Prinzip der Subjektivität, Edmund Husserl (1859–1938) für das konkrete Ego. Beim Kriminologen und Soziologen Gabriel Tarde (1843–1904) wiederum sind Monaden Teil einer Philosophie des Habens, nicht des Seins, die erklären, wie in einer Gesellschaft ebenso homogener wie diskontinuierlicher Elemente diese Elemente als Monaden getrennt existieren, indem sie einander besitzen. Der französische Philosoph und Psychoanalytiker Cornelius Castoriadis (1922–1997) prägte den Begriff der 'psychischen Monade', um die Abgeschlossenheit und die totale Struktur der, im Erwachsenen als radikales Unbewusstes weiterbestehenden, frühkindlichen Psyche zu bezeichnen.
In der Naturphilosophie wird der Begriff ‚Monade‘ auch als Inbegriff einer der Newton’schen Raumvorstellung diametral entgegengesetzten Raumvorstellung benutzt: Der Raum und die ponderablen Körper existieren nicht nebeneinander wie zwei selbständige Untersysteme des Kosmos, sondern jeder Körper ist von einem eigenen, unendlich ausgestreckten Raumanteil umgeben. In diesem Sinne ist die als Spezielle Relativitätstheorie bekannt gewordene physikalische Interpretation der Lorentz-Transformation von Sẗjepan Mohorovičić als „Monadologie“ bezeichnet worden.